# Ramonus conifrons
Genre
Espèce
Ramonus conifrons, unique représentant du genre Ramonus, est une espèce d'opilions laniatores de la super-famille des Gonyleptoidea à l'appartenance familiale incertaine.

## Distribution
Cette espèce est endémique de la région de Junín au Pérou. Elle se rencontre vers Campañillaya.

## Description
Le mâle holotype mesure 4 mm et la femelle paratype 5,5 mm.

## Publication originale
- Roewer, 1956 : « Arachnida Arthrogastra aus Peru, II. » Senckenbergiana biologica, vol. 37, p. 429–445.